# کتاب برخط
کتاب برخط، کتاب آنلاین، کتاب مجازی یا کتابخانه اینترنتی به کتاب‌هایی گفته می‌شود که به صورت آنلاین در شبکه جهانی قرار دارند و قابل مطالعه یا ذخیره‌سازی در رایانه شخصی هستند.
امروزه روش قدیمی مراجعه به کتابخانه به مرور کاهش می‌یابد. بیشتر وقت دانشجویان و دانش پژوهان پای کامپیوتر می‌گذرد، و پژوهشگران همواره به دنبال کتاب‌ها و مقاله‌های آنلاین یا برخط هستند اینگونه کتاب‌ها و مقالات مزایای زیادی دارند بخصوص در فرمت وورد قابل کپی کردن و استفاده در مقاله‌های پژوهشی هستند.